# 摂津市立味生小学校
摂津市立味生小学校（せっつしりつ あじふ しょうがっこう）は、大阪府摂津市にある公立小学校。

## 沿革
- 1874年9月23日　- 第三大学区第四中学区第八大区四小区四番小学校として創立
- 1882年1月　- 一津屋小学校に改称
- 1890年10月13日 - 味生尋常小学校に改称
- 1941年4月1日 - 国民学校令により、三島郡味生国民学校に改称
- 1947年4月1日 - 学制改革により、味生村立小学校に改称
- 1956年9月30日 - 町村合併により、三島町立味生小学校に改称
- 1966年11月1日 - 摂津市の市制施行により、摂津市立味生小学校に改称

## 通学区域
- 摂津市 一津屋1-3丁目、鳥飼和道2丁目、南別府町、西一津屋、大字一津屋、大字別府

## 進路状況
原則として摂津市立第四中学校に進学するが、私立中学校へ進学する者もいる。

## 交通
- 大阪モノレール 南摂津駅下車 南へ徒歩10分